# Día de los Veteranos (Estados Unidos)

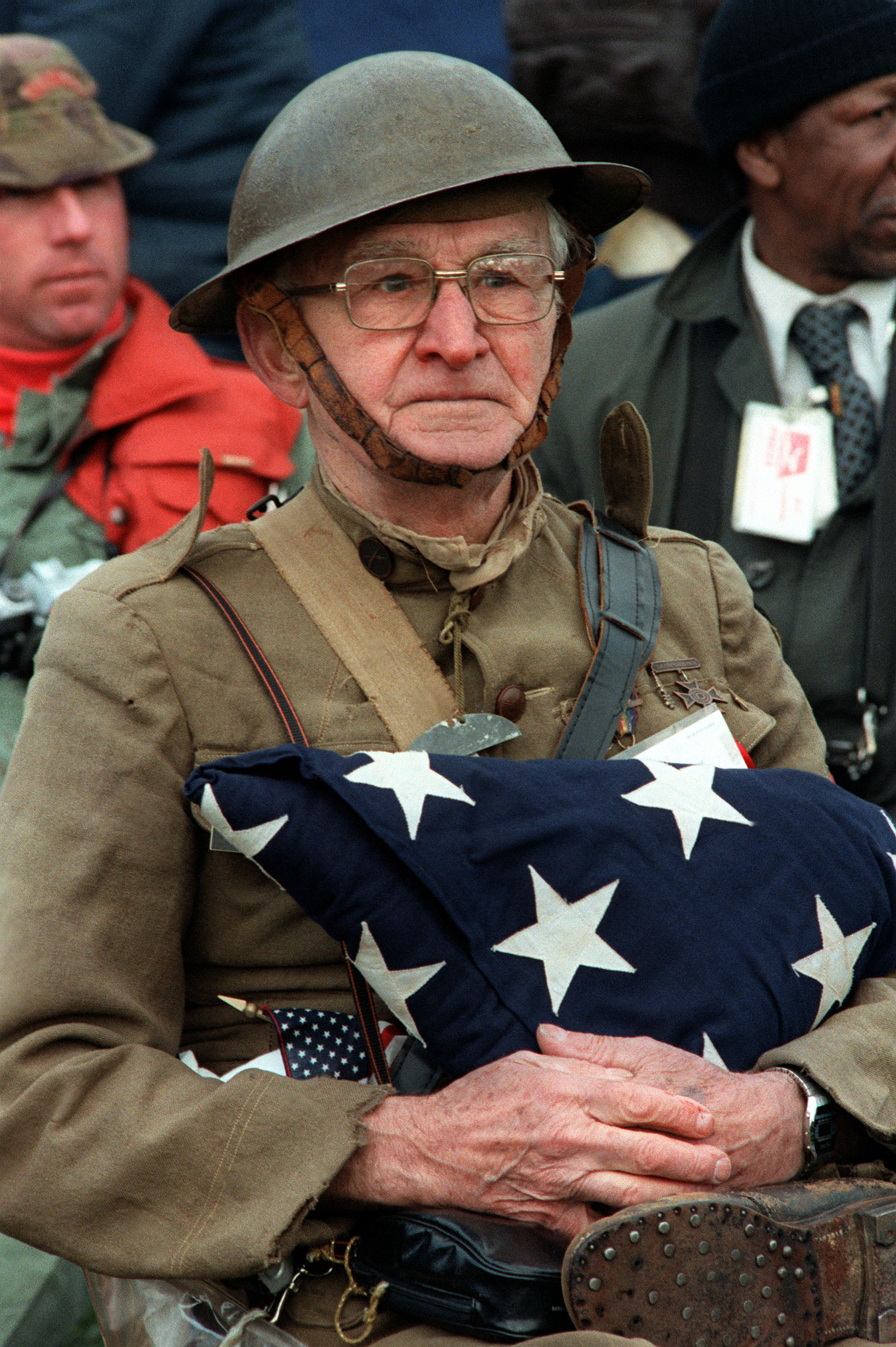
Joseph Ambrose, veterano de la I Guerra Mundial en el homenaje de 1982 a los caídos en la Guerra de Vietnam

El Día de los Veteranos es un día festivo y nacional en Estados Unidos en el que la población rinde homenaje a aquellos que han servido a las Fuerzas armadas de los Estados Unidos. La festividad tiene lugar el 11 de noviembre y coincide con otros días festivos como el Día del Recuerdo, el cual se celebra a nivel internacional como conmemoración del fin de la Primera Guerra Mundial.
Tal día no debe confundirse con el Memorial Day en el que la población recuerda a aquellos hombres y mujeres que fallecieron en combate.

## Historia
El presidente Woodrow Wilson fue el primer político en declarar el 11 de noviembre de 1918 el Día del Armisticio tras firmar con Alemania el tratado que puso fin a la Primera Guerra Mundial en 1918.

Para nosotros, los estadounidenses, el día en el que se firmó el armisticio será recordado con orgullo por el heroísmo solemne de aquellos que dieron sus vidas por la patria y la victoria que nos hacen libres y por ello les agradecemos la oportunidad que nos brindan para que Estados Unidos vivan en paz y justicia entre las naciones.

Siete años después, el Congreso de los Estados Unidos redactó una resolución por la que el 4 de junio de 1926 el presidente Calvin Coolidge aprueba que el 11 de noviembre se celebren ceremonias. El 13 de mayo de 1938 fue aprobada el acta constitucional: 52 Stat. 351; 5 U.S. Code, Sec. 87a por la que tal día cobra oficialidad según las leyes del Gobierno.
Tras finalizar la Segunda Guerra Mundial, el veterano Raymon Weeks, originario de Birmingham (Alabama) sugirió que el Día del Armisticio incluyera a todos los veteranos de cualquier contienda. El general Dwight Eisenhower, futuro presidente de los Estados Unidos, estuvo de acuerdo con la idea y fue quien se encargó de que se crease el Día Nacional de los Veteranos. Weeks fue el responsable de liderar la primera celebración en 1947 hasta su fallecimiento en 1985 en su estado natal. En 1982, Ronald Reagan homenajeó a Weeks con la Medalla Presidencial y le nombró el "Padre del Día de los Veteranos". 
El miembro de la Cámara de Representantes Ed Rees presentó una enmienda para que la festividad fuera aprobada por el Congreso, siendo sancionada el 26 de mayo de 1954 por Eisenhower.
El 1 de junio del mismo año, el Día del Armisticio pasó a denominarse el de los Veteranos permaneciendo así al día de hoy.

## Observación
Al ser día nacional y festivo, los trabajadores y estudiantes tienen el día libre. En caso de caer en sábado el memorial pasa a celebrarse el viernes o el lunes si cae en domingo. Según una encuesta llevada a cabo por la Society for Human Resource Management en 2010, un 21% de la población trabajadora tenía pensado asistir al año siguiente.
Las oficinas de la Administración Federal permanecen cerradas, por ejemplo el 11 de noviembre no hay actividades postales en correos.